# قصر فرح أباد (طهران)
قصر فرح‌ أباد (بالفارسية: کاخ فرح‌آباد) هو قصر تاريخي يعود إلى عصر القاجاريون، ويقع في طهران.